# Her First Biscuits
Her First Biscuits is een Amerikaanse stomme en korte film uit 1909 onder regie van D.W. Griffith.

## Verhaal
Een huisvrouw maakt koekjes voor haar man. Hij doet alsof hij ze lekker vindt, maar ze zijn echter verschrikkelijk. Van de koekjes word je namelijk ziek en agressief. Als ze denkt dat hij ze lekker vindt, brengt ze nog meer naar zijn werk. Al zijn collega's eten ze ook. Als ze naar zijn werk komt, gaan ze achter haar aan...

## Rolverdeling
| Acteur            | Personage     |
| ----------------- | ------------- |
| John R. Cumpson   | Meneer Jones  |
| Florence Lawrence | Mevrouw Jones |
| Linda Arvidson    | -             |
| Jeanie MacPherson | Secretaresse  |
| Flora Finch       | -             |
| Owen Moore        | Biscuit Eter  |
| Mary Pickford     | Biscuit Eter  |
| Mack Sennett      | Biscuit Eter  |